# Claudius Epaphroditus Claudianus
Claudius Epaphroditus Claudianus (sein Praenomen ist nicht bekannt) war ein im 3. Jahrhundert n. Chr. lebender Angehöriger des römischen Ritterstandes (Eques).
Durch eine Weihinschrift, die beim Kastell Longovicium gefunden wurde und die auf 238/300 datiert wird, ist belegt, dass Claudianus Tribun der Cohors I Lingonum war, die zu diesem Zeitpunkt in der Provinz Britannia stationiert war.